# Kaplica Matki Bożej Królowej Polski w Czerwonej Woli
Kaplica Matki Bożej Królowej Polski w Czerwonej Woli – kaplica filialna rzymskokatolicka, parafii Manasterz, znajdująca się w Czerwonej Woli, przy Domu Zakonnym sióstr Służebniczek Starowiejskich, wzniesiona w 1910 roku.

## Historia
W 1892 roku staraniem księżnej Wandy Czartoryskiej, przybyły do Czerwonej Woli siostry Służebniczki starowiejskie. W 1910 roku zbudowano murowany dom zakonny z ochronką i kaplicą. W 1915 roku podczas frontu I wojny światowej budynki zostały spalone. 
W 1918 roku w kaplicy odbyły się prymicje ks. Jerzego Czartoryskiego z Pełkiń. W 1931 roku otrzymano pozwolenie na przechowywanie Najświętszego Sakramentu w kaplicy. Z powodu zajęcia domu przez Sowietów, w czerwcu 1940 roku Najświętszy Sakrament przeniesiono do kościoła parafialnego w Manasterzu. W 1942 roku Niemcy pozwolili na powrót sióstr do domu. W 1957 roku Najświętszy Sakrament powrócił do kaplicy.